# ونترسپس
ونترسپس (به لاتین: Venterspos) یک شهرک در آفریقای جنوبی است که در Westonaria Local Municipality واقع شده‌است.